# Павліковиці (Кутновський повіт)
Павліковиці (пол. Pawlikowice) — село в Польщі, у гміні Кросневиці Кутновського повіту Лодзинського воєводства.
Населення — 146 осіб (2011).
У 1975-1998 роках село належало до Плоцького воєводства.

## Демографія
Демографічна структура станом на 31 березня 2011 року:
|          | Загалом | Допрацездатний вік | Працездатний вік | Постпрацездатний вік |
| -------- | ------- | ------------------ | ---------------- | -------------------- |
| Чоловіки | 67      | 13                 | 42               | 12                   |
| Жінки    | 79      | 22                 | 36               | 21                   |
| Разом    | 146     | 35                 | 78               | 33                   |